# سانت أوميرو
سانت أوميرو (بالإيطالية: Sant'Omero)‏ هي بلدية في مقاطعة تيرامو في إقليم أبروتسو الإيطالي.

## السكان
في سنة 1861 بلغ عدد السكان 3٬407 نسمة، وتطور العدد ليصل في سنة 2011 لـ 5٬313 نسمة.
يظهر هذا المخطط البياني تطور النمو السكاني لـ سانت أوميرو

## أعلام
- لورينزو بيتراركا